# 宮崎市立恒久小学校
宮崎市立恒久小学校（みやざきしりつ つねひさしょうがっこう）は、宮崎県宮崎市大字恒久にある公立の小学校。

## 概要
- 児童数 - 532名（2021年度）
- 学校の木 - フェニックス

## 沿革
- 1949年4月1日 - 開校。
  - 2年生以上の児童は宮崎市立赤江小学校と宮崎市立大淀小学校から編入した。
- 1971年 校長室、事務室が火災に見舞われ多くの学校関係資料が消失した。
- 1978年4月1日 - 児童数の増加に伴い、宮崎市立宮崎南小学校が分離。

## 通学区域
恒久小学校の通学区域には以下の区域が指定されている。
- 大字恒久の一部
- 太田の一部
- 大淀1丁目  3丁目・4丁目の一部
- 城ケ崎1丁目 　 2丁目・3丁目の一部
- 恒久1丁目 　 2丁目・3丁目の一部
- 恒久南1丁目 　 2丁目・3丁目の一部
- 天満3丁目の一部
- 中村西3丁目の一部
- 中村東3丁目の一部
- 東大淀
- 南町3丁目

## アクセス
- 鉄道：JR日豊本線・日南線 南宮崎駅東口下車、徒歩約5分
- バス：宮崎交通「恒久小前」バス停下車

## 主な出身者
- 坂元健児 - （ミュージカル俳優）
- 日野誠 - （お笑い芸人）
- 長友光弘（響） - （お笑い芸人）
- 釘崎康臣 - （サッカー選手）
- 浜田智博 - （プロ野球選手）